# Honeyeater Lake
Der Honeyeater Lake ist ein kleiner Grundwassersee auf der australischen Insel Moreton Island im Bundesstaat Queensland.
An dem See leben verschiedene Wasservögel. Der Name des Sees bezieht sich die Vogelart der Honigfresser (Honeyeater). Diese finden viel Nahrung in den Banksien, die rund um den See wachsen. Lappenenten werden gelegentlich auf dem See gesichtet.
Der Honeyeater Lake kann von Bulwer über die Bulwer–Blue Lagoon Road erreicht werden. Man kann den Honeyeater Lake auch über eine Plattform in der Nähe des Parkplatzes am See betrachten. Weiter nördlich liegt die erheblich größere Blue Lagoon.

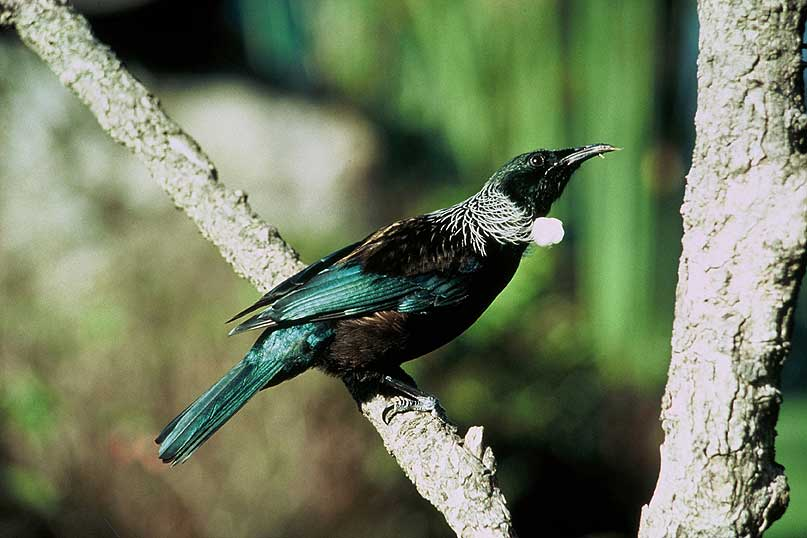
Honigfresser
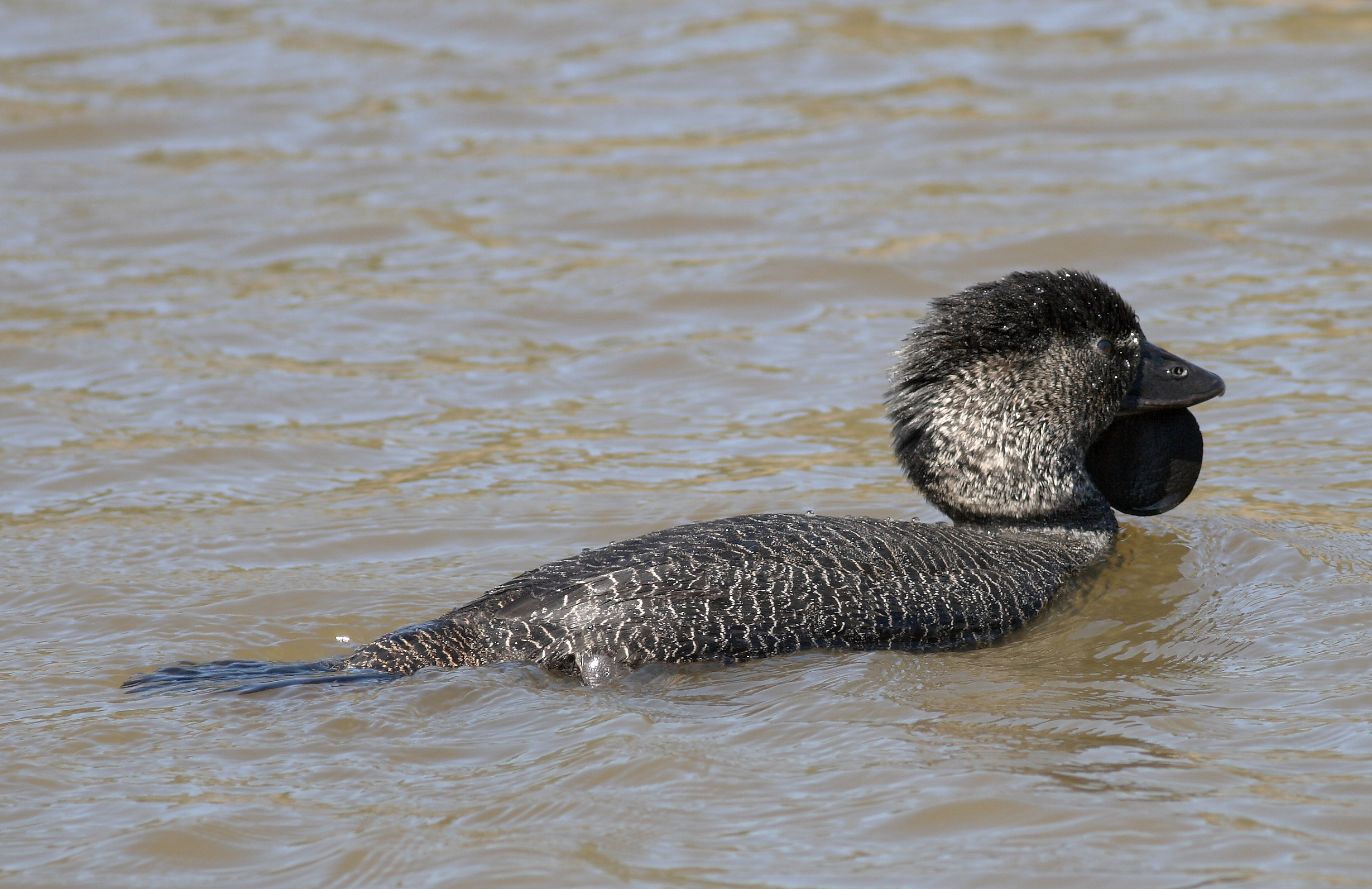
Lappenente